# Under the Influence
Under the Influence treći je studijski album thrash metal sastava Overkill. Diskografska kuća Megaforce Records objavila ga je 5. srpnja 1988.

## Popis pjesama
Tekstovi i glazba: Bobby "Blitz" Ellsworth, D.D. Verni, Bobby Gustafson. 
| 1.    | »Shred«                              | 4:05 |
| 2.    | »Never Say Never«                    | 4:58 |
| 3.    | »Hello from the Gutter«              | 4:13 |
| 4.    | »Mad Gone World«                     | 4:31 |
| 5.    | »Brainfade«                          | 4:09 |
| 6.    | »Drunken Wisdom«                     | 6:17 |
| 7.    | »End of the Line«                    | 7:03 |
| 8.    | »Head First«                         | 6:02 |
| 9.    | »Overkill III (Under the Influence)« | 6:31 |
| 47:51 |                                      |      |

## Zasluge
| Overkill - Bobby "Blitz" Ellsworth – vokali - Bobby Gustafson – gitara, prateći vokali - D. D. Verni – bas-gitara, prateći vokali - Sid Falck – bubnjevi |  | Ostalo osoblje - Alex Perialas – produkcija, tonska obrada - Michael Wagener – miksanje - Jon Zazula – izvršni producent - Marsha Zazula – izvršni producent - Rob "Wacko" Hunter – tonska obrada - Lori Fumar – tonska obrada - George Marino – masteriranje - Dan Muro – fotografija, umjetnički direktor - Ron Akiyama – fotografija - Frank White – fotografija - Pat Calello – umjetnički direktor - Rat Skates – logotip - Rick Larson – naslovnica - Steve Fastner – naslovnica |